# Anthony Pevec
Anthony Edward Pevec (ur. 16 kwietnia 1925 w Cleveland, Ohio; zm. 14 grudnia 2014 w Wickliffe) – amerykański duchowny rzymskokatolicki, biskup pomocniczy Cleveland w latach 1982-2001.

## Życiorys
Święcenia kapłańskie otrzymał 29 kwietnia 1950 i inkardynowany został do rodzinnej diecezji.
16 lutego 1988 papież Jan Paweł II mianował go biskupem pomocniczym Cleveland. Otrzymał wówczas stolicę tytularną Mercia. Sakry udzielił mu ówczesny zwierzchnik diecezji bp Anthony Pilla. Na emeryturę przeszedł 3 kwietnia 2001 roku.